# NGC 5643
NGC 5643 è una galassia a spirale intermedia (SAB(rs)c) situata prospetticamente nella costellazione del Lupo alla distanza di 62 milioni di anni luce dalla Terra.
Ha un diametro di circa 100.000 anni luce. Possiede un nucleo galattico attivo essendo una galassia di Seyfert di tipo 2 ed è una galassia luminosa all'infrarosso emettendo due vasti getti di onde radio. Al centro della galassia è situato un buco nero supermassiccio stimato in 106,4 M⊙.
Osservazioni condotte nel 2004 con l'utilizzo del telescopio XMM-Newton hanno permesso di individuare una sorgente ultraluminosa di raggi X, denominata NGC 5643 ULX1, che si ritiene essere un buco nero di origine stellare con una massa di 30 masse solari.
Nella galassia NGC 4643 sono state identificate due supernovae denominate rispettivamente SN 2013aa e SN 2017cbv, entrambe (supernove di tipo Ia).

NGC 5643 ha una galassia satellite, denominata ESO 223-6, del tipo galassia irregolare di tipo magellanico. Inoltre, insieme a NGC 5530, 2MASX J14325291-4419177, ESO 326-29 e HIPASS J1425-39, costituisce il gruppo di galassie di NGC 5643.

NGC 5643 (centro galattico) ripresa con lo strumento MUSE del VLT
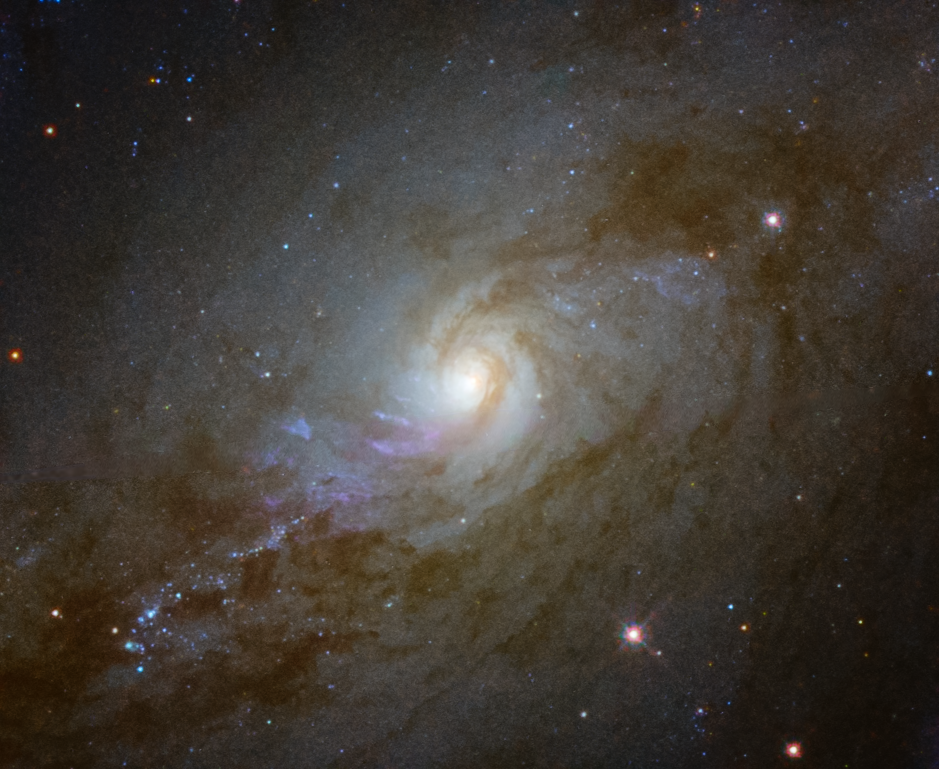
NGC 5643  (nucleo attivo)
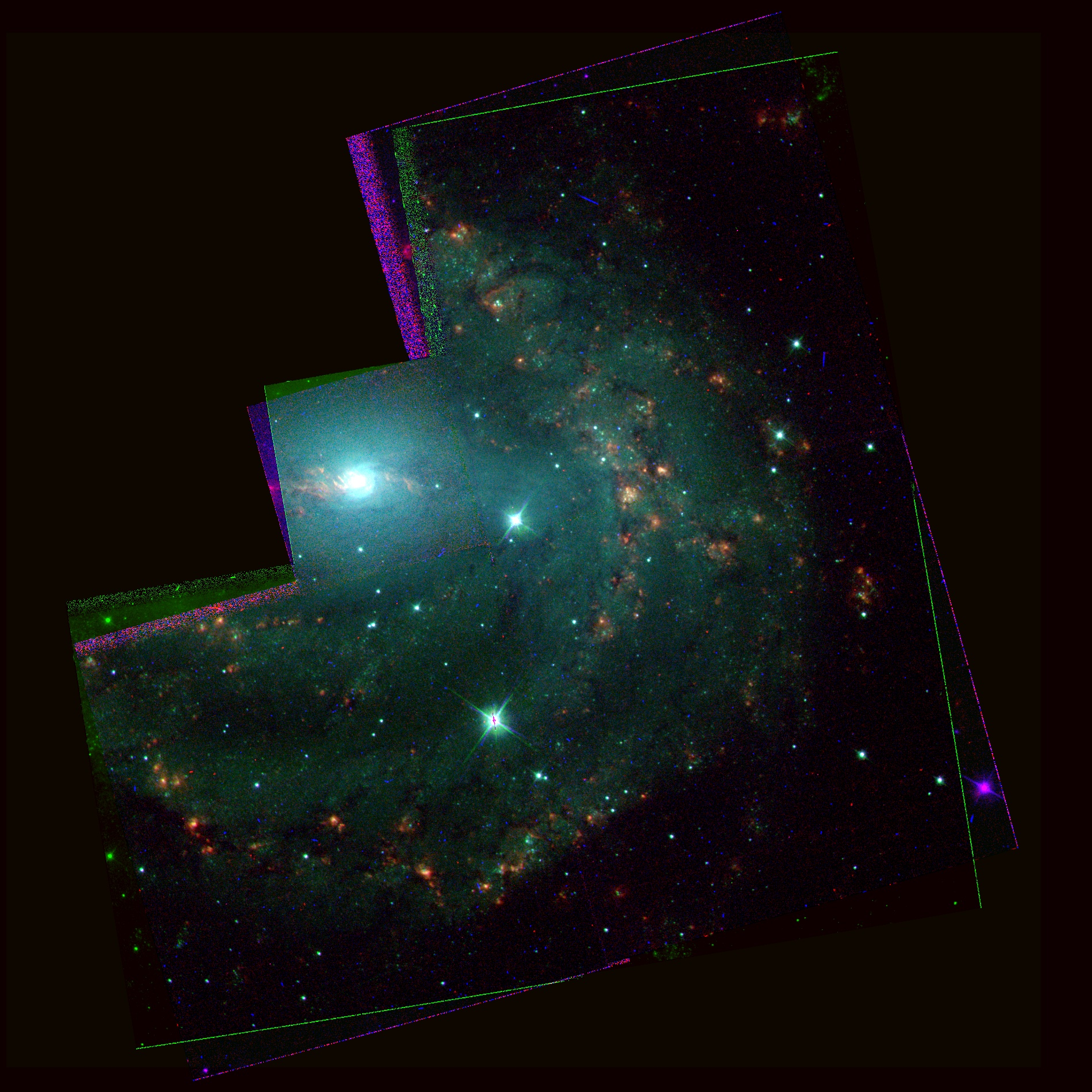
NGC 5643  (Telescopio spaziale Hubble)